# Cestodes
Els cestodes (Cestoda) constitueixen una classe dels platihelmints del clade Neodermata. Tots són paràsits i les helmintosis provocades per cestodes s'anomenen cestodosis.
Són cucs paràsits que viuen com a adults en el tracte digestiu de vertebrats, com a joves, en el cos de diversos animals. Taenia saginata pot assolir fins a 12 metres de longitud; Diphyllobothrium latum, paràsit de carnívors i de l'home, pot arribar a fer fins 15 m. No tenen boca ni tracte digestiu.
Hom en distingeix dos grans grups: els eucestodes i els cestodaris. Els eucestodes tenen forma de cinta segmentada, amb una estructura de fixació anomenada escòlex a l'extrem anterior. Formen el grup de cestodes més nombrós i transcendent, pel seu interès aplicat en medicina i veterinària.

## Característiques

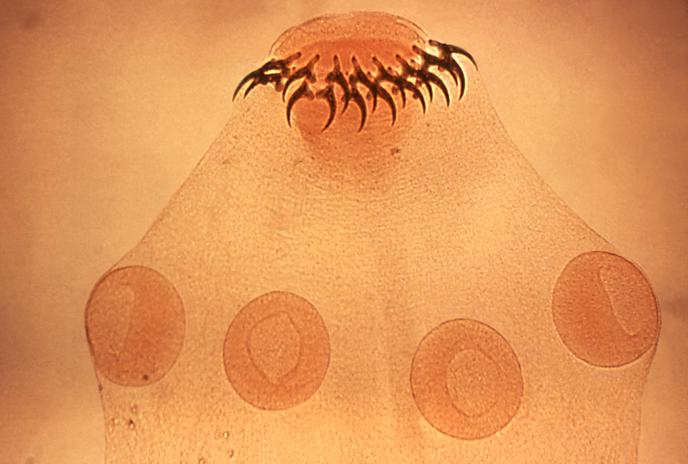
Escòlex de Taenia solium amb ganxos i ventoses

Els cestodes són platihelmints profundament modificats per la seva adaptació a la vida paràsita. Són extremadament variables a causa de la gran especialització d'aquests paràsits al seu hoste. No tenen aparell circulatori ni digestiu, alimentant-se absorbint els nutrients a través de la pell.
Els cos té diferents seccions. La part anterior s'anomena escòlex, que té òrgans de fixació com ganxos i ventoses per fixar-se a la mucosa intestinal i pot posseir o no una extremitat retràctil anomenada rostel. A continuació tenen el coll, zona germinal que origina la resta del cos. Finalment, presenten l'estròbil o "cos", format per segments anomenats proglotis, des del coll fins a l'extremitat distal, que pot assolir molts metres de longitud. L'estròbil té forma de cinta d'aspecte segmentat, format d'una successió contínua de proglotis. Des de la base de l'escòlex, les proglotis de l'estròbil queden encadenades de manera que les més antigues o madures van quedant a la part posterior de l'estròbil. Les proglotis pròximes a l'escòlex són immadures, ja que van creixent de mica en mica en grandària i desenvolupant un aparell reproductor masculí i femení complet. D'aquesta manera es poden observar els diferents estats de maduració dins de l'estròbil.
Tot i que el estròbil és una seqüència repetitiva de proglotis, aquestes no són equivalents als anells, segments o metàmers dels altres fílums de cucs (com els anèl·lids) perquè no deriven del celoma i només es repeteixen determinats òrgans. Això es coneix com pseudometamería o falsa metamería.

## Cicle biològic

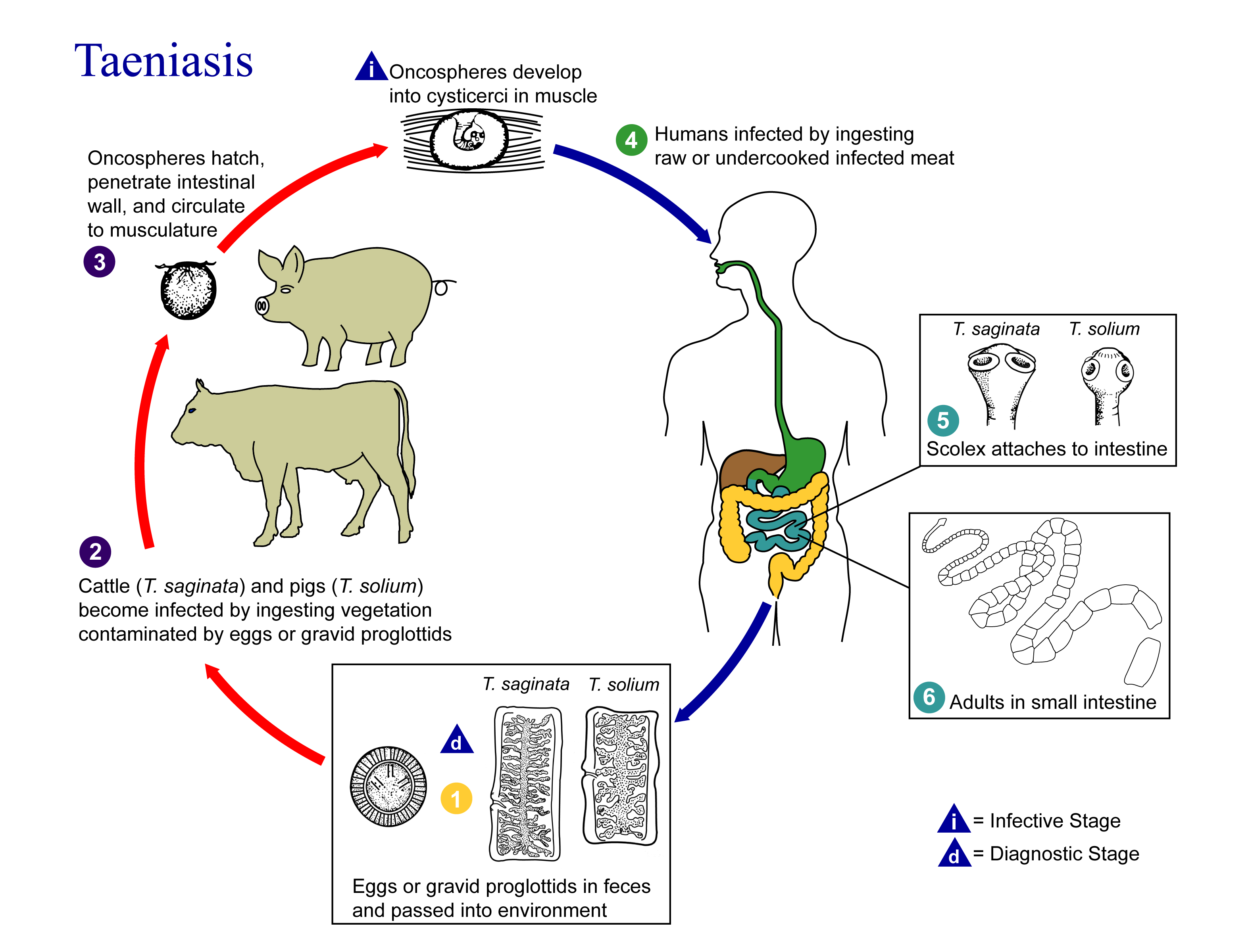
Cicle biològics de Taenia solium.

Els cestodes tenen un cicle biològic complex, usualment amb dos hostes (denominats intermediari i definitiu), de manera que els ous eliminats pels cestodes adults formen una larva en els teixits de l'hoste intermediari que serà ingerit per l'hoste definitiu, on es formarà l'adult. No obstant això són capaços de parasitar hostes opcionals o addicionals als principals en el seu cicle biològic; a aquests hostes se'ls denomina paratènics.
Les proglotis madures són éssers hermafroditas que poden autofecundar-se, fecundar-se de forma creuada amb proglotis del mateix individu, o d'un altre cestode. Un cop fecundades, formen ous, que generalment no s'expulsen i s'acumulen a l'úter. D'aquesta manera es transformen poc a poc en proglotis gràvides, que estaran ja a la part posterior de l'estròbil. Les proglotis gràvides es desprenen i són expulsades amb la femta de l'hoste. En aquest moment, les proglotis segueixen vives, i en moltes espècies tenen autonomia i mobilitat pròpia considerables (excepte en Taenia solium), que la permet allunyar-se de la femta per facilitar la dispersió dels ous, quan l'anell finalment mori i es disgregui en el medi ambient. Els ous contenen una larva oncosfera o hexacanta (amb sis ganxos) que s'allibera a l'intestí de l'hoste intermediari quan els ingereix. L'oncosfera migra als teixits on fa la metamorfosi i es converteix en cisticerc (una larva que conté un o més escòlex invaginats). L'hoste definitiu s'infesta per ingestió de l'hoste intermediari, i l'escòlex es fixen a la seva mucosa intestinal i inicia el desenvolupament de l'adult.
Arran d'això podria considerar-se que cada proglotis és un individu independent i el cestode una colònia de proglotis. En certa manera ho és, però les proglotis comparteixen un sistema excretor i nerviosos rudimentari, que també innerva l'escòlex i, per tant, es tracta com un únic individu.

## Taxonomia

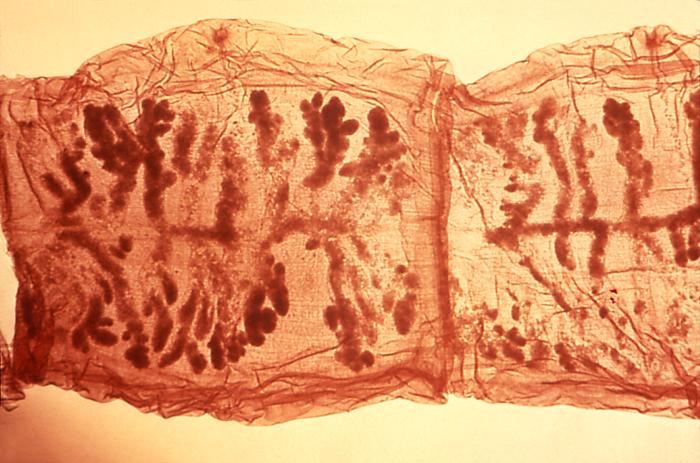
Proglotis de Taenia solium.

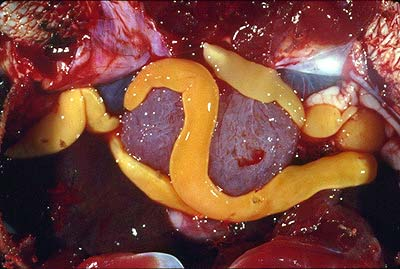
Gigantolina elongata, un cestodari.

La classe Cestoda inclou dues subclasses i 19 ordres:
Subclasse Cestodaria
- Ordre Amphilinidea
- Ordre Gyrocotylidea

Subclasse Eucestoda
- Ordre Bothriocephalidea
- Ordre Caryophyllidea
- Ordre Cathetocephalidea
- Ordre Cyclophyllidea
- Ordre Diphyllidea
- Ordre Diphyllobothriidea
- Ordre Haplobothriidea
- Ordre Lecanicephalidea
- Ordre Litobothridea
- Ordre Nippotaeniidea
- Ordre Onchoproteocephalidea
- Ordre Phyllobothriidea
- Ordre Rhinebothriidea
- Ordre Spathebothriidea
- Ordre Tetrabothriidea
- Ordre Tetraphyllidea
- Ordre Trypanorhyncha